# 加工 (法律)
加工（かこう）とは、民法上の添付の一類型で、他人の動産を材料としてそれに工作を加えて材料とは別の物を作り出すこと。
加工の例としては、貴金属の指輪への加工や布地の着物への加工がある。加工により作り出された物のことを加工物といい、他人の動産に工作を加えた者を加工者という。日本の民法は加工について246条から248条に規定を設けている。
なお、新たな物を作り出すことについては要件ではなく加工の言うための一指標（古美術品の修理によって著しく価値が上昇した場合などを含む）とする説もある。
- 日本の民法は、以下で条数のみ記載する。

## 所有権の帰属
民法上、加工は要件と効果の点で3類型に整理されている。
1. 他人の動産に工作を加えた者がある場合、加工物の所有権は材料の所有者に帰属することが原則である（246条1項本文）。加工物が材料とは別の物になったといってもそれは実質的には材料の変形物にすぎないからである。
2. ただし、工作によって生じた価格が材料の価格を著しく越えるときは、加工者がその加工物の所有権を取得する（第246条1項但書）
3. 加工者が材料の一部を提供した場合は、その価格に工作によって生じた価格を加えたものが他人の材料の価格を越えるときに限り、加工者がその加工物の所有権を取得する（第246条2項）。

本条の適用は動産に限られる。不動産への加工の場合は常に不動産の所有権者の所有に属する（246条1項但書・2項の適用はない）。
添付については強行規定である。したがって、添付が生じた場合の旧所有者からの復旧請求は封じられる。しかし、新所有権を前提にその帰属について定める規定は任意規定である。つまり、添付によって生じた加工物の所有権を誰にするかについては任意規定である。雇用契約や請負契約に基づいて加工がなされる場合には当事者意思に鑑みて246条は適用されない。労働者が雇い主の所有する材料を加工する場合、労働者は雇い主の加工の機関であり、加工者は雇い主であるから246条1項但書の適用はない。他人の依頼に応じ他人の提供した材料を加工することを業とする者の場合にも所有権を取得することはない（大刑判大正6・6・13刑録23輯637頁）。生地を仕立業者が預かって加工した事例についての判例として最判昭45・4・8判時590号91頁がある。
なお、日本の民法は原則として材料の所有者に所有権を帰属させているが、原則として所有権を加工者に帰属させる立法例もある。

## 第三者の権利
加工により物の所有権が消滅した場合は、その物について存在する（第三者の）他の権利も消滅する（247条1項）。具体的には、留置権、先取特権、質権などである。
そして、物の所有権の消滅の代わりに、物の所有者が加工物の単独所有者となった場合は、物について存在する他の権利は加工物について存在することになる。
また、物の所有者が加工物の共有者となった場合は、物について存在する他の権利は加工物の持分について存在することになる（247条2項）。

## 償金請求権
所有権を失うなど損失が発生した場合は当事者間の公平を図るため、所有権を失うなど損失を受けた者は、損失について不当利得の規定（703条、704条）に従い、その償金を請求することができる（248条）。
添付による所有権変動は社会経済上の利益を考慮したもので所有権移転の実質的理由があるわけではない。したがって、添付によって生じた損失と利得は不当利得である。ただ、703条は「法律上の原因」がないことを要件としているものの、添付には法律上の原因があるという疑問を生じる余地もあるため、248条は注意的な規定として置かれている。
なお、新所有権を前提にそれによって損失を受ける者の救済に関する規定（償金請求権に関する規定）も任意規定である。